# Kontrapunkt
Kontrapunkt (z lat. punctum contra punctum = „nota proti notě“) je skladebná technika používaná při vytváření polyfonní hudby (technikou používanou při vytváření hudby homofonní je harmonie). Nejvíce se používala v době renesance a baroka, vrcholu dosáhla za Johanna Sebastiana Bacha. 
Nejjednodušší formou kontrapunktu v hudební teorii je „protihlas“ k dané melodii. Např. fuga obsahuje hlavní melodii, která se nazývá téma resp. soggetto (tj. it. subjekt, téma), kontrapunkt pak rozvíjí a doprovází téma jako samostatný hlas. Tomu také odpovídá výraz „kontrapunkt“ ve smyslu umění resp. techniky jednotlivých protihlasů k dané řadě tónů, jejichž souzvuk sám o sobě dává smysl jak vertikálně (harmonicky), tak i v rovině horizontálně-lineární (melodicky).

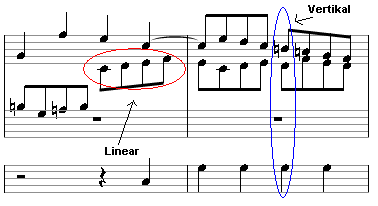
Kontrapunkt: hlasy jsou vedeny tak, že „dávají smysl“ nejen vertikálně (současně), ale i horizontálně (lineárně, postupně).

Kontrapunkt jako skladebná technika podléhala v hudebních dějinách měnícím se pravidlům, jež závisela na měnícím se vnímání konsonancí a disonancí. 
Jelikož je ovládnutí pravidel kontrapunktu pro kompozici polyfonní hudby velmi důležité, užívá se výrazu kontrapunkt i jako synonymum pro polyfonii.

## Dějiny
Když se ve 14. století objevil název Contrapunctus, bylo již samotné umění vícehlasé sazby velmi rozvinuté. Teoretické traktáty Johanna de Muris, Philippa de Vitry nazvané Regulae de contrapuncto (pravidla kontrapunktu) fakticky vlastně nepřinesly nic nového, nýbrž jsou pojednáními o způsobu psaní do té doby zvaného discantus jen s novou terminologií. Vycházeli při tom z principu „nota proti notě“ (punctus contra punctum či nota contra notam), který byl Murisem výslovně označen jako základ vícehlasosti (fundamentum discantus).
Nestejný kontrapunkt, při němž noty různé hodnoty v hlasech stojí proti sobě, nazývá Muris „Diminutio contrapuncti“ (dosl.: „zmenšení kontrapunktu“, čili: „zmenšený kontrapunkt“), což je názor přijímaný dodnes.
Imitační formy kontrapunktu, při nichž témata resp. motivy hudební skladby vystupují různé hlasy jeden po druhém, mají kořeny již ve 13. století. Walter Odington (1228 biskup z Canterbury) definuje Rondellus slovy: „Pokud to, co je zpíváno, (pak) všichni popořadě za ním přednesou“ (Si quod unus cantat, omnes per ordinem recitent, Coussemaker, Script. I, 245).
Kontrapunktisté 15. a 16. století si vydatně sloužili imitací v komplexních formách. V 17. a 18. století se z nich vyvinula fuga. Přísný kánon s rychlými sledy hlasů je zvláštní formou kontrapunktu, jejíž konstrukce melodie vyžaduje obzvláštní pozornost skladatele.
Dvojitý kontrapunkt je složen tak, že se oba hlasy mohou zaměňovat (vrchní hlas se stává spodním), aniž by se dostávaly do konfliktu s dobově platnými pravidly a zákazy ve vzájemných vztazích hudebních intervalů a dalších faktorů. Rozlišují se dvojitý kontrapunkt v oktávě, v decimě a duodecimě, podle toho, zda hovoříme o inverzi (obratu) přeložením o oktávu, decimu či duodecimu. Přehledný výklad rozličných způsobů dvojitého kontrapunktu a kánonu podává již Zarlino ve svých Istitutioni armoniche (1558).
Vrcholu dosahuje kontrapunktická sazba v renesanci a později zejména v díle Johanna Sebastiana Bacha, Jana Dismase Zelenky, Johannese Brahmse, Maxe Regera a v hudbě 20. století mj. u Antona Weberna a Paula Hindemitha. Z rockové a jazzové hudby jsou to například Moondog a Gentle Giant, u nichž se kontrapunkt vyskytuje téměř v každé kompozici.
Nicméně stylus gravis, jak jej známe například u Giovanniho da Palestrina, si především v římskokatolické církevní hudbě dlouhou dobu zachoval svůj význam. V 19./20. století se kontrapunktem zabýval zejména Ferruccio Busoni. Učebnice kontrapunktu ve starém stylu (na základech církevních tónin) jsou například ty od Martiniho, Albrechtsbergera, Cherubiniho, Fétise, Bellermanna, Busslera, Fuxe ad.; pro ty je nauka o harmonii jen accidens, pravidla jsou v základu táž, jako v časech discantu, kdy ještě nebyla o harmonii jasná představa (nauka o intervalech místo harmonie). Oproti tomu Dehn (B. Scholz), Richter, Tiersch a další ve svých pracích úzce navazují na nauku o harmonii, pro ně je nauka o harmonii je vlastní škola a kontrapunkt zkouška na příkladech, na nichž se žák musí učit a tyto instinktivně ovládat.
Koncem 19. století připadá teorie kontrapunktu samotným hudebním teoretikům natolik roztříštěná, že se některé významné osobnosti kriticky vyjádřily:
| „                             | Nauka o kontrapunktu [...] je nejstarší formou nauky vícehlasé sazby a vznikla v 14. – 16. století v nejvyšší dokonalosti. Rozlišování dokonalých a nedokonalých konsonancí, na nichž jsou založena základní pravidla nauky o kontrapunktu, má svůj původ v těchto dobách, což je jasně patrné z toho, že není možné do ruky vzít učebnici kontrapunktu, aniž bychom přitom na každém kroku nenaráželi na latinskou, nebo přinejmenším italskou terminologii. Cantus firmus jsme s to přijmout, ale k čemu slouží modus rectus, obliquus a contrarius, contrapunctus aequalis, diminitus, ligatus a floridus a u nauky o imitaci proposta a risposta a celý ostatní zastaralý žargon, tam již jednoduše není možné dohlédnout. | “ |
| — Meyers Konversationslexikon | |   |

## Pravidla vedení hlasů
Nejdůležitějšími principy kontrapunktu jsou:
- vést jednotlivé hlasy tak, že mohou být vnímány jako samostatné objekty (to se děje v prvé řadě pomocí asynchronní resp. doplňkové čili komplementární rytmiky);
- snažit se o vyrovnaný poměr mezi postupnými a skokovými pohyby;
- ve vyváženém poměru užívat tří druhů pohybu: stranného, paralelního a protipohybu;
- prvků, které tíhnou k vytváření skupinek, např. sekvencí, opakování tónů, trojzvukových kroků a podobných útvarů užívat jen úsporně nebo se jim zcela vyhnout;
- harmoniku sazby chápat jako výsledek lineárního postupu hlasů a nikoli opačně.